# Rogalinek
Rogalinek – wieś w Polsce położona w województwie wielkopolskim, w powiecie poznańskim, w gminie Mosina.

## Historia
Wieś duchowna Rogalinko od 1247 roku była własnością kapituły katedralnej poznańskiej. Pod koniec XVI wieku leżała w powiecie poznańskim województwa poznańskiego. W latach 1975–1998 miejscowość administracyjnie należała do województwa poznańskiego. W 1997 roku mieszkańcy obchodzili jubileusz 750-lecia Rogalinka, a w 2017 r. ukazała się monografia poświęcona historii tej miejscowości i parafii.
Do II wojny światowej brzegi rzeki łączył drewniany most. Po jego zniszczeniu, do początku lat 60. XX wieku była tu przeprawa promowa. W lipcu 1960 roku otwarto kolejny most, z betonu i stali. Zdemontowano go w sierpniu 2022 roku, gdy kończono budowę nowego mostu (obok starego).
Od niepamiętnych czasów wielu mieszkańców Rogalinka trudniło się wikliniarstwem, a w drugiej połowie XX wieku utworzono tu Spółdzielnię Koszykarską. Obecnie tradycje te zanikają, głównie ze względu na mechanizację rolnictwa.

## Zabytki
Kościół w Rogalinku istniał już przed 1510. Obecnie znajduje się tu zabytkowy drewniany kościół św. Michała Archanioła i Matki Bożej Wspomożenia Wiernych z lat 1682–1712. Ufundował go sufragan poznański Hieronim Wierzbowski. Świątynia kryta jest gontem, a dach zwieńczono wieżyczką. Przynależąca do kościoła plebania została wzniesiona w 1900, a przykościelną dzwonnicę wybudowano w 1893.
Barokowy kościółek posiada bogate wyposażenie. Znajdują się tu trzy ołtarze barokowe z końca XVIII stulecia. Do najciekawszych jego elementów należy ołtarz z późnogotycką rzeźbą Madonny (rzeźba została skradziona w 2002 r., potem zastąpiona kopią). Ołtarz boczny stanowi przykład sztuki ludowej z przełomu XVII/XVIII wieku, podobnie jak obraz Chrystus Ubiczowany.
Przed kościołem, na głazie narzutowym, znajdują się trzy tablice z nazwiskami mieszkańców parafii, którzy zginęli podczas obu wojen światowych oraz powstania wielkopolskiego.

## Osoby związane z tą miejscowością
W 1939 roku urodził się tu prof. Andrzej Kostrzewski, geograf, prorektor Uniwersytetu im. Adama Mickiewicza.
Od 2000 roku w Rogalinku działa tu założona i prowadzona do 2021 roku przez malarkę Lucynę Smok Pracownia Artystyczna, w której mieszkańcy okolicznych miejscowości uczą się malarstwa i ikonopisania. Po śmierci założycielki w 2021 roku postanowiono nadać Pracowni jej imię. Uroczystość ta odbyła się 12 listopada 2022 roku, a przy tej okazji nadano jej imię także posadzonemu przez nią dębowi, rosnącemu koło Pracowni. W 2024 roku jej obraz przedstawiający słynne Dęby Rogalińskie (Lech, Czech i Rus) stał się inspiracją muralu na ścianie hali sportowej szkoły podstawowej w tej miejscowości.
Zasłużony kolekcjoner, Alojzy Szabelski, opiekował się zbiorami regionalnymi oraz zabytkowymi urządzeniami (introligatorstwo, drukarstwo itp.), zaś w 2006 roku utworzył Przystań Jana Pawła II nad brzegiem Warty, która jest miejscem parafialnych nabożeństw i atrakcją turystyczną, m.in. jako punkt docelowy dodatkowego wariantu szlaku Droga Opanowania.

## Szlaki turystyczne
Obok kościoła przebiega  szlak turystyczny Osowa Góra – Sulęcinek i szlaki pątnicze – Wielkopolska Droga św. Jakuba oraz Wielkopolski Szlak Świętego Zygmunta Szczęsnego Felińskiego. Na przystanku autobusowym w centrum wsi kończy się  szlak pieszy Wiórek – Rogalinek.
Rogalinek jest także punktem startowym Drogi Opanowania – jednego z przyrodniczych szlaków pielgrzymkowo-turystycznych Rogalińskie Drogi, utworzonych z okazji 200-lecia kościoła pw. św. Marcelina w Rogalinie. Dla tego szlaku entomolog, Mateusz Kęsy, napisał broszurę przyrodniczą pt. „O owadach i ekologii, nie tylko nad Wartą”.